# Bajanchongor
Bajanchongor je hlavním městem Bajanchongorského ajmagu v Mongolsku. Město leží v nadmořské výšce 1859 m a má 26 252 obyvatel (2006).

## Doprava
Bajanchongorské letiště slouží k pravidelnému spojení s Ulánbátarem.

## Počasí
Bajanchongor zažívá chladné, polosuché podnebí s dlouhými, suchými, chladnými zimami a krátkými, teplými léty.